# Dominique Nogues
Dominique Nogues OCR (* 14. Dezember 1879  in Radenac; † 28. November 1957 in Bréhan) war ein französischer römisch-katholischer Geistlicher, Trappist, Abt und Generalabt.

## Leben und Werk
Nogues wuchs in der Bretagne auf. Er besuchte von 1892 bis 1898 das Kleine Seminar in Ploërmel, dann bis 1900 das Priesterseminar in Vannes. 1901 trat er in das Kloster Timadeuc der Trappisten ein und wurde 1907 zum Priester geweiht. Von 1912 bis 1919 war er Oberer des von Timadeuc  (als Zuflucht) wiederbesiedelten Klosters Petit Clairvaux in Kanada. Von 1919 bis 1922 war er Prior, dann bis 1946 Abt von Timadeuc. Während des Zweiten Weltkriegs war das Kloster unter seiner Führung in der Résistance aktiv (der Mönch Jean-Mathurin Guénaël Thomas starb im KZ Neuengamme). Ab 1943 ersetzte Nogues kommissarisch den verstorbenen Generalabt Herman-Joseph Smets. 1946 regulär zum Generalabt des Zisterzienserordens der Strengeren Observanz (Trappisten) und zum Abt von Kloster Cîteaux gewählt, trat er 1951 zurück und starb sechs Jahre später im Kloster Timadeuc. Er war Ritter der Ehrenlegion.

## Werke
- Mariologie de Saint Bernard, Paris, Casterman, 1935, 1947 (236 Seiten; Sources et évolution de la dévotion de Saint Bernard pour Marie. La Vierge Marie. La Mère de Dieu. La Mère des hommes. Culte que nous devons à Marie. Influence de la spiritualité mariale de Saint Bernard).